# 쿠엔탕 메를랑
쿠엔탕 메를랑 (Quentin Merlin, 2002년 5월 16일 ~ )는 프랑스의 축구 선수이며, 현재 렌에서 레프트백 또는 레프트 윙백으로 뛰고 있다.